# Arquitectura técnica

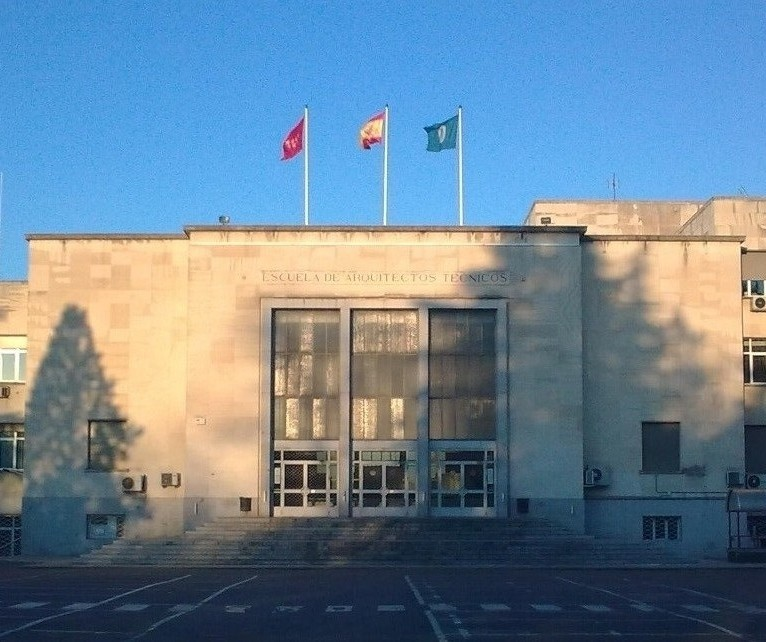
Escuela Universitaria de Arquitectura Técnica de la Universidad Politécnica de Madrid

La arquitectura técnica es la disciplina tecnológica  encargada de la construcción de los edificios. Etimológicamente, es una expresión compuesta por el vocablo «arquitectura» (del latín architectūra) y la palabra «técnica». El vocablo latino architectūra proviene del griego antiguo ἀρχιτέκτων (architéctōn), compuesto de ἀρχός (archós), ‘guía’, y τέκτων (téctōn), ‘construcción’; y la palabra «técnica» proviene del griego τέχνη (tekhne), y se refiere al arte, oficio o destreza, evidenciando la raíz del indoeuropeo *teks-, ‘fabricar o crear’. En conclusión, se puede decir que la arquitectura técnica es ‘el arte, oficio o destreza de guiar la construcción’.
La construcción es un arte y una Técnica. A la parte artística y conceptual se dedica la arquitectura y a la parte tecnológica se dedica la ingeniería.
Los professionales de la arquitectura técnica se dedican a la parte tecnológica y por lo tanto a la parte inginieril de la construcción. Son tecnologos y al igual que pasa con el resto de tecnologías y ramas de la ingeniería son  conocedores de los principios científicos y tecnológicos, que aplican a su ámbito del conocimiento, que es la construcción, mantenimiento y conservación de los edificios.  Su objetivo es hacer posible los sueños y sus herramientas son el ingenio para dirigir la obra, planificando y resolviendo los problemas de su ejecución.
En la arquitectura técnica se utilizan conocimientos de:
- las ciencias puras como las matemáticas y la lógica,
- las ciencias naturales como la física y la química de los materiales, la geología y la mecánica del suelo,
- las ciencias aplicadas como la geometría y la informática,
- las ciencias sociales como la economía y el derecho en la construcción,
- y de otras ciencias. Todos ellos son obtenidos a través del estudio, experiencia y práctica, para ser aplicados con criterio y conciencia en el desarrollo de técnicas para el beneficio de la humanidad.

También se utilizan algunos métodos empíricos, ya que los arquitectos técnicos buscan la obtención de resultados reales, pudiendo permitirse aproximaciones, valoraciones según la experiencia y aplicaciones de diversos métodos y conocimientos (científico, experimental, etc.). Son muy importantes los órdenes de magnitud, por ejemplo, y el planteamiento de preguntas y respuestas, puesto que el objetivo no es conseguir el mayor número de cifras decimales de un resultado, sino la obtención de la solución a un problema real de construcción.
Todos estos conocimientos son obtenidos a través del estudio de la teoría y la experiencia y la práctica para ser aplicados con criterio y conciencia en el desarrollo de técnicas para el beneficio de la humanidad.

## Los profesionales de la arquitectura técnica

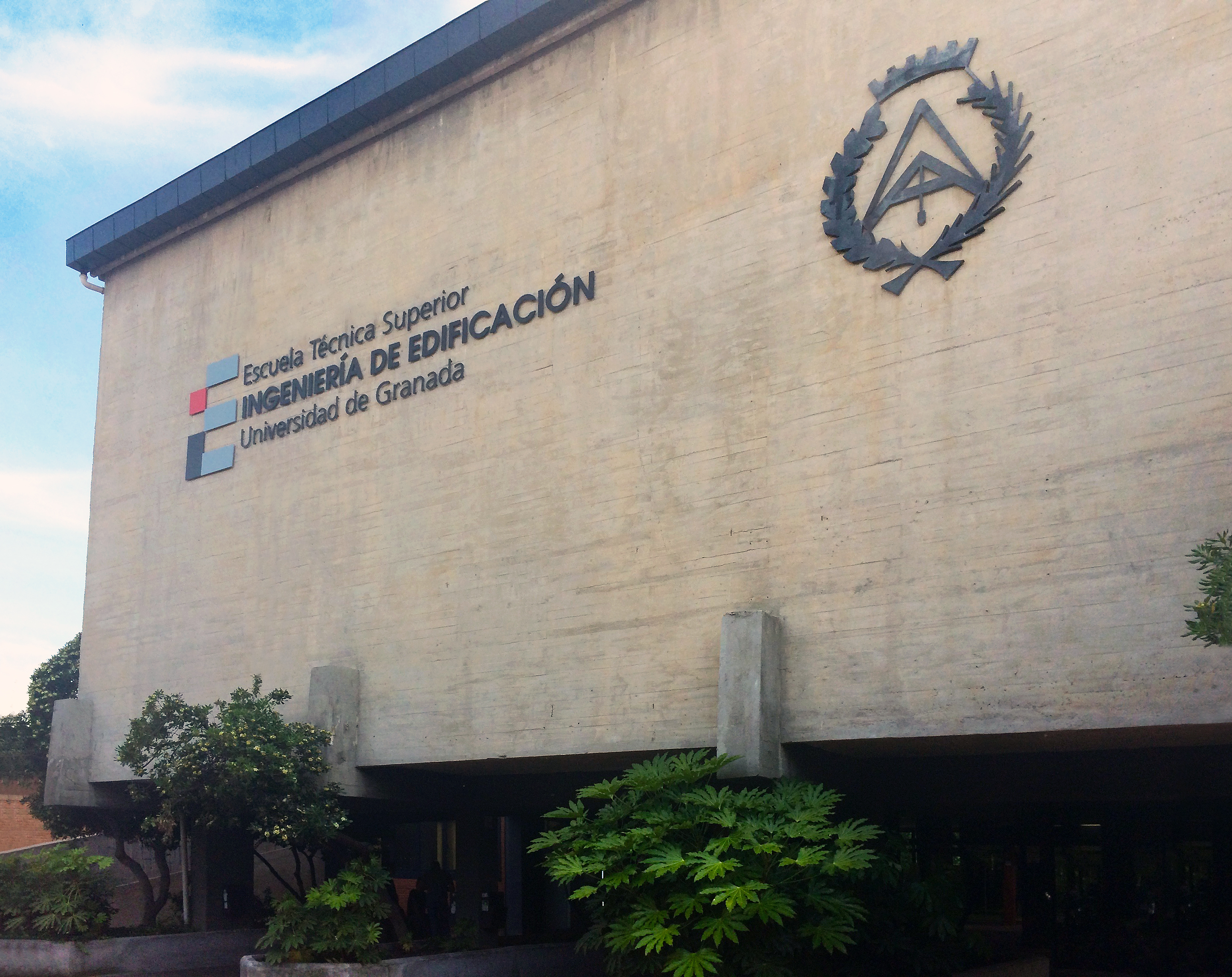
Fachada de la Escuela Técnica Superior de Ingeniería de Edificación de la Universidad de Granada

La arquitectura técnica es una profesión regulada en España con muchos años de historia. Los profesionales que se dedican a esta profesión son herederos de los maestros de obra y de los aparejadores. Los maestros de obras fueron los constructores de iglesias y catedrales de época medieval. Por otro lado, el nombre de aparejador indicaba que se trataba de un agente que conocía a los aparejos de las fábricas, técnicas y medios para su ejecución. Es por todo ello, que de los diversos nombres que ha tenido a lo largo de su historia, se trata de una profesión que ha estado siempre estrechamente relacionada con la construcción física de la obra de edificación, distinguiéndose plenamente del arquitecto, encargado de proyectar edificaciones o espacios urbanos.
En el resto del mundo, la arquitectura técnica se denomina mayoritariamente como «ingeniería de edificación». Con el fin de igualar la denominación a sus homólogos europeos, a partir del 2009-2010, los estudios de arquitectura técnica se sustituyeron por el Grado de Ingeniería de la Edificación, pero una sentencia de 9 de marzo de 2010, de la Sala Tercera del Tribunal Supremo Español, obligó a no poder utilizar esa denominación en España. El conflicto judicial, que afecta principalmente a la denominación del título de grado universitario, se basa en que la nueva denominación no produjera confusión, con la profesión regulada que la habilita en España y que se llama arquitectura técnica. Debido a este conflicto judicial respecto a la denominación del título de grado, impulsado por los colegios profesionales de Ingeniería Industrial y de Ingeniería Civil, algunas escuelas decidieron, temporalmente, cambiar su denominación, a fin de poder expedir los títulos universitarios que impartían. El conflicto se basa en que estos colegios no reconocen la profesión de Arquitecto Técnico en el ámbito de la ingeniería. Cabe añadir que este conflicto deriva de un enfrentamiento histórico, que se remonta al siglo XIX, para conseguir el monopolio de la ingeniería aplicada a la edificación, más que al cuestionar la formación tecnológica aplicada, lo que por otra parte es incuestionable en una profesión tan antigua y regulada. Por tanto, este procedimiento judicial responde más a una lucha entre lobbys profesionales, y no tanto a cuestionar la formación tecnológica del Arquitecto Técnico, ni de su evolución natural hacia el nombre de Ingeniero de la Edificación, ya que por legitimidad histórica, académica y moral, pertenece a los términos de Ingeniero y de Edificación. Actualmente existen algunas escuelas universitarias de arquitectura técnica en España que otorgan el título de ingeniero de edificación, pero la mayor parte han vuelto por imperativo legal a la denominación de arquitecto técnico.
El patrón de los aparejadores y, por extensión, de los arquitectos técnicos e ingenieros de edificación es San Juan de Ortega.

## Historia de la profesión

### Maestros de obra

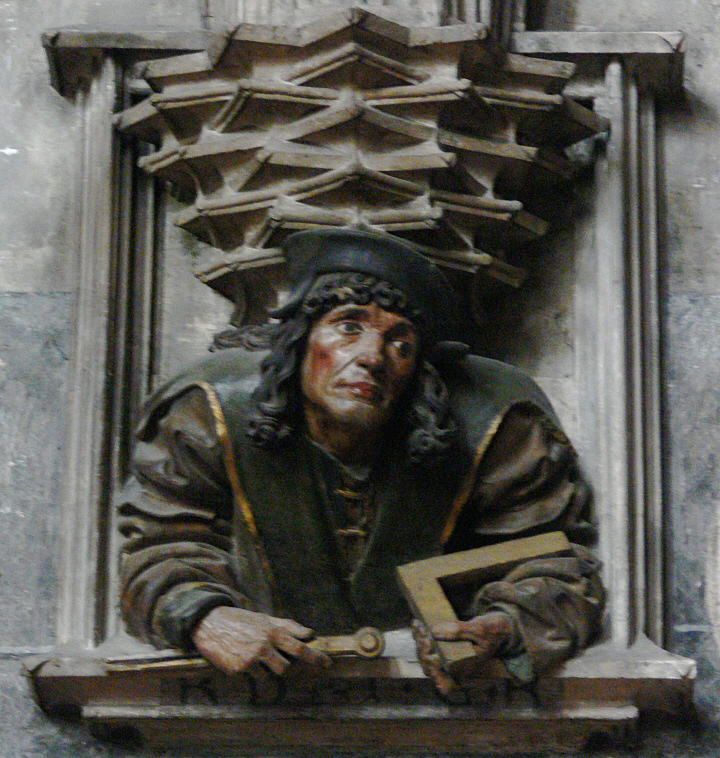
El maestro de obras Anton Pilgram en el púlpito de la Catedral de San Esteban de Viena.

Baumeister (‘maestro de obras’), grabado de Jost Amman, 1536.

Los maestros de obra eran los constructores de iglesias y catedrales de la época medieval. Se llamaban magister operis o magister domorum, es decir, maestro de obra o maestro de casas. Estuvieron siempre ligados a otros oficios como los carpinteros. Su organización era gremial y el acceso se hacía por cooptación, mediante una selección o reclutamiento de nuevos miembros por nominación interna. Esta estructura cerrada en sí misma dio pie a la creación de la masonería o francmasonería. Hasta el fin del Antiguo Régimen pertenecieron al estamento menestral. En el siglo XVI, los maestros de casas de Barcelona se constituyeron independientes y recibieron privilegios de Carlos V, de Felipe II (1585) y de Felipe III (1599); eran gobernados por tres cónsules. Mencionados por primera vez en 1415, recibieron diferentes ordenaciones durante el siglo XVIII (1743, 1762, 1796). Antes del siglo XVIII, los arquitectos de cargos oficiales eran llamados Maestros Mayores del Reino.

#### Formación académica de los maestros de obra
En 1787, empieza la formación académica y aparece el título de Maestro de Obras en la Academia de San Fernando de Madrid, dejando atrás el aprendizaje de gremios, únicos oficios existentes desde la Edad Media. En 1855, la Ley Luján, eliminó los estudios de maestro de obras, ya que a su juicio éstos se habían creado para cubrir una necesidad puntual de construir y la carencia de arquitectos. A los maestros de obras carecía el estudio del arte, que necesitaban los monumentos. Pero el título de Arquitecto sólo podía obtenerse en la Escuela Especial de Madrid. En 1858, se volvieron a reanudar las clases con la Ley General de Instrucción Pública y la Escuela pasó a formar parte de la Universidad que restablecía la enseñanza. En 1871, la enseñanza de maestro de obras se extinguió definitivamente dando alguna posibilidad de recuperación a los alumnos que estaban en curso.

### Aparejadores[3]
«Aquí yace Guillen de Rohan, maestro de la iglesia de León y aparejador de esta capilla» : La cita corresponde a uno de los sepulcros de las capillas de Santa Clara (Tordesillas) y supone la primera referencia escrita que se conserva sobre la profesión de aparejador. Guillen murió en la primera mitad del siglo XV, confirmando que esta profesión técnica es una de las más antiguas de nuestro país. La función de los aparejadores era organizar, supervisar y ejecutar las obras en los aspectos técnicos y económicos cotidianos, y aparece definida con claridad en la segunda mitad del siglo XIII, y tuvo una gran importancia durante la construcción de los grandes edificios del renacimiento.
La denominación profesional (no confundir con la titulación académica) se comenzó a recoger en la abundante documentación de las grandes obras de nobles y reyes de mediados del siglo XVI. Su primera acepción profesional es la de técnicos y ejecutores de la estereotomía de la piedra. La cualificación de Aparejador se otorgaba a los maestros mayores ante la demostración de la práctica profesional y de sus conocimientos técnicos ante un tribunal integrado por los mejores artistas, que eran peritos en Arquitectura, Escultura y Pintura, un primer antecedente de las actuales «oposiciones». En abril de 1620, Francisco de Potes fue seleccionado por un Tribunal para ocupar la plaza de Aparejador de las obras reales de la Alhambra de Granada.

#### Formación académica de aparejador[6]
A partir de 1757 (cuando se crea la Real Academia de Nobles Artes de San Fernando), el modelo gremial del maestro constructor empieza a ser sustituido por la profesionalización del arquitecto-artista diseñador de la obra. En esta estructura organizativa, los Aparejadores se promocionaron a la categoría de maestros mayores o arquitectos de las grandes obras reales. Fue el 24 de enero de 1855 cuando el denominado «Decreto Luján» instituyó el título de Aparejador en sustitución del de maestro de obras. En 1895 se dispone que los estudios correspondientes se realizarían en las Escuelas de Artes y Oficios, pero sus atribuciones no se fijan hasta 1902. La Real Orden del 5 de enero de 1905 plasma, por primera vez, el logro político de un órgano corporativo de la profesión: la Sociedad Central de Aparejadores. En 1919, el Real Decreto del 28 de marzo recoge la intervención obligada del Aparejador en todas las obras dirigidas por los arquitectos del Estado, provincia o municipio cuyo presupuesto supere las 15.000 pesetas. Asimismo, este Real Decreto alude por primera vez a la responsabilidad civil o criminal en que puede incurrir el Aparejador, derivada de su actuación a las órdenes del arquitecto.

#### Hitos históricos.
Los dos hitos históricos en los que culminaron las aspiraciones de la profesión para el ejercicio liberal se forjaron en los Decretos de 1935 (donde surgió la configuración actual de la profesión, al establecer la obligatoriedad de intervención de los Aparejadores en todas las obras de arquitectura).
Académicamente, también constituyó un hito importante la Ley de Enseñanzas Técnicas de 1957, al configurar los estudios que se impartían en las Escuelas de Aparejadores, introduciendo el Curso Preparatorio más los tres años de carrera, y que estableció las especialidades de urbanismo, organización de obras e instalaciones.

### Arquitectos técnicos[3]
La titulación universitaria de Arquitecto Técnico apareció en España con esta denominación en 1964 y se integraron los estudios en la Universidad a partir de la Ley General de Educación de 1970. Las Escuelas Universitarias de Arquitectura Técnica se constituyeron por Decreto del 10 de mayo de 1972.
En 1999 se inició en Europa un proceso de armonización de los diferentes sistemas educativos de la UE, conocido como Proceso de Bolonia, que supuso la adaptación del sistema universitario español al Espacio Europeo de Educación Superior. Con esta adopción la titulación universitaria de arquitectura técnica pasó a ser un grado universitario de cuatro años (240 ECTS).

#### Hito históricos
Los tres hitos históricos de la profesión de arquitecto técnico son el Real Decreto de Atribuciones de los Arquitectos Técnicos de 1971 y el de tarifas de honorarios de 1979 se produce una ordenación más amplia de la intervención de los Arquitectos Técnicos en los trabajos propios de su profesión. Con la Ley 12/86 (refrendada por la Ley 33/1992) quedan definitivamente fijadas las atribuciones de los Arquitectos Técnicos. La capacidad de proyectar obras que no requieran proyecto arquitectónico, la dirección de la ejecución material de las obras y el ejercicio de la docencia son los aspectos más destacados del cuadro normativo hoy en vigor.
El tercer hito histórico es la promulgación de la Ley 38/99, de Ordenación de la Edificación, de 5 de noviembre —LOE—, que tuvo una gran importancia en el desarrollo del proceso de la edificación y en el desarrollo de la actividad profesional, así como en la consolidación de las competencias propias de los Arquitectos Técnicos. La norma puso fin a casi un cuarto de siglo de intentos frustrados por conseguir una norma común que regulara el proceso de la edificación. La Ley ha consagrado para el futuro el modelo de dirección facultativa colegiada (director de obra y director de la ejecución de la obra), integrada por arquitecto y Arquitecto Técnico, con exigencia de intervención de este último en todas las obras cuyos usos se correspondan con la edificación de carácter administrativo, sanitario, religioso, residencial, docente y cultural, así como en todas las edificaciones del ámbito de la ingeniería cuya dirección de obra se desempeñe por el arquitecto.

### Ingenieros en edificación
En la mayor parte del resto del mundo, esta titulación fue desarrollándose desde los maestros de obras hacia lo que hoy son los ingenieros de edificación o los ingenieros civiles.

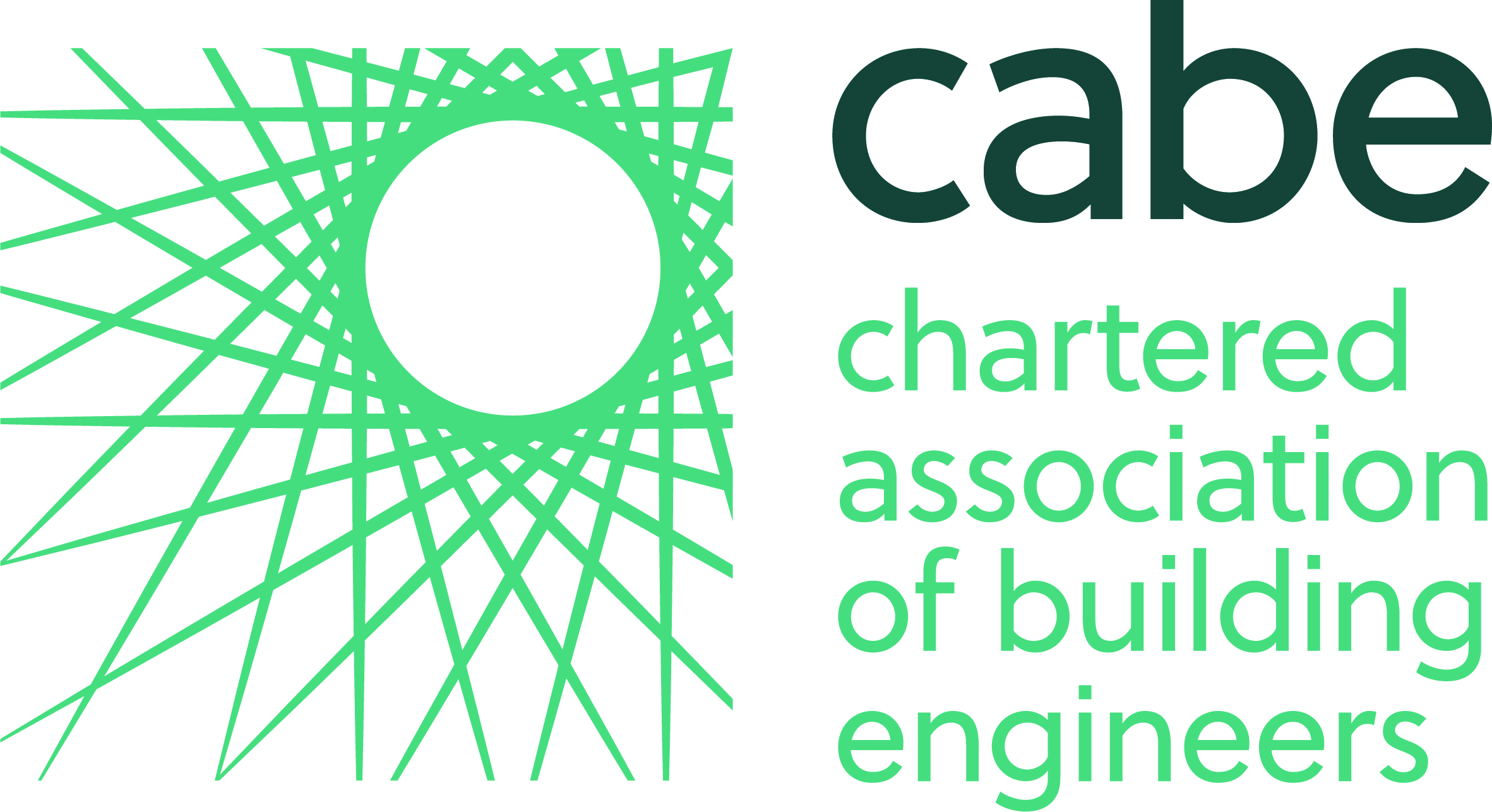
Chartered Association of Building Engineers

En inglés, en el ámbito académico, la ingeniería de la edificación está asociada a formaciones generalistas bajo las expresiones de Architectural Technology y Construction Management (principalmente en Reino Unido e Irlanda), Building Engineering (principalmente en Canadá y Australia), Architectural Engineering (principalmente en los Estados Unidos, aunque también en Reino Unido). También es frecuente la expresión Building Construction.
En lenguas latinas, especialmente en Europa, su denominación es homogénea, siendo la expresión usada la de ingeniero de la edificación, traducida a cada una de las lenguas respectivas: en italiano, ingeniería edile; en francés, ingeniería du bâtiment; y, en las diferentes lenguas de España, ingeniería de la edificación en castellano, eraikunta ingeniaritza en euskera, ingeniería de la edificación en catalán o valenciano, e ingeniería de la edificación en gallego.
En alemán, la ingeniería de la edificación está vinculada a la expresión de ingeniería civil o bauingenieur, y asociada a la construcción de estructuras bajo el término Hochbau, y a la gestión de la construcción bajo el término Bauleiter; sin embargo, la denominación para designar esta ingeniería en los países de lengua alemana, tanto Alemania como Austria, es la de Ingenieurin für Hochbau, que traducido al castellano sería igual que en italiano o francés, ‘ingeniería de la edificación’. Asimismo, por designar su profesión en lengua inglesa, la denominación más común, en cualquier parte del mundo, es la de Building Engineering o ‘ingeniería de la edificación’.
Hay vías distintas en su formación académica, actualmente la más desarrollada es la que parte de un título de formación generalista en ingeniería de la edificación, como en Francia, Italia, Australia, Canadá, Estados Unidos, Malasia o recientemente España, otra vía es como una especialidad o disciplina dentro de la titulación de ingeniería civil, bien como una especialización en el segundo ciclo, a través de un máster en Ingeniería de la edificación, bien como una titulación de grado asociada a la ingeniería de la construcción, que abarca tanto edificación como obra pública, o una titulación de grado asociada a la ingeniería estructural.
Históricamente, en algunos países, las titulaciones actuales en esta ingeniería han derivado de la formación de arquitecto, caso de Dinamarca o Finlandia, o del ingeniero civil. Asimismo, también es frecuente la doble titulación de Arquitecto-Ingeniero de la Edificación, como en Italia, España, Japón o Corea del Sur.
En la mayoría de los países desarrollados, y sobre todo en los países europeos de referencia, como Alemania, Francia o Italia, estas distintas vías en su formación académica coexisten simultáneamente. En síntesis se podría hablar de tres figuras de referencia para entender esta ingeniería, las tres íntimamente relacionadas entre sí:
- El ingeniero de la edificación, más vinculado a la edificación de forma integral, abarca todo el proceso técnico.
- El ingeniero civil, más vinculado a las infraestructuras.
- El ingeniero de edificación-arquitecto, formación que vincula a la arquitectura con la parte tecnológica.

Tras el Proceso de Bolonia el período de formación académica, en la mayoría de los países integrantes, se distribuye en dos ciclos, un primer ciclo de tres años llamado Grado de 180 ETCS, y un segundo ciclo llamado Postgrado, formado por un máster habilitante de 180 ETCS y un doctorado, en muchos países aparte, existen másteres de especialización, una vez superado el período de grado y máster correspondiente. Las excepciones las encontramos básicamente en Reino Unido, Dinamarca, Polonia y España, en los tres primeros su período de formación responde a singularidades nacionales. En el caso de las escuelas que lo imparten en España, su período de formación había sido el 3+2, pero tras la reforma se optó, por un acercamiento al modelo del Reino Unido o países dentro de la llamada angloesfera, y no al del resto de Europa.

## Habilidades
Los arquitectos técnicos son solucionadores de problemas. Contribuyen a hacer posible la materialización de la idea de la forma que mejor se adapte a las demandas prefijadas. 
Cuando se comparan y contrastan con los arquitectos dedicados al diseño, los arquitectos técnicos aportan sus propias perspectivas únicas, fruto del conocimiento tecnológico, para resolver los desafíos con claridad e imaginación. Si bien las personas que están considerando esta carrera deben tener una sólida comprensión de las matemáticas y las ciencias, muchas otras habilidades también son muy deseables, incluido el pensamiento crítico y analítico, la administración del tiempo y dinero, la gestión de procesos, la coordinación y liderazgo de equipos y personas y el dominió de la comunicación.

## Colegiación profesional
El primer colegio profesional de la arquitectura técnica se creó en 1940. Actualmente, en España hay unos 50 000 arquitectos técnicos colegiados en los 55 colegios profesionales de la Arquitectura Técnica de España, agrupados en el Consejo General de la Arquitectura Técnica de España —CGATE—.

## Requisitos para ejercer la profesión[10]
La Arquitectura Técnica es una profesión regulada que requiere un determinado título universitario para poderla ejercer en España. En la actualidad, y tras el proceso de adaptación al Espacio Europeo de Educación Superior (Proceso de Bolonia), existen Grados con distintas denominaciones en distintas universidades que habilitan para ejercer la profesión regulada de Arquitecto Técnico.
Las denominaciones más comunes son Grado en Arquitectura Técnica, Grado en Edificación, Grado en Ciencias y Tecnologías de la Edificación, Grado en Edificación y Arquitectura Técnica y Grado en Ingeniería de Edificación. Anteriormente existía el título universitario de Arquitecto Técnico y, previamente, el título de Aparejador, en la actualidad asimilados a Arquitecto Técnico.
A la hora de elegir un Grado, es importante asegurarse de que el título está aprobado por las instancias oportunas y cumple las condiciones de la ORDEN ECI/3855/2007, de 27 de diciembre, por la que se establecen los requisitos para la verificación de los títulos universitarios oficiales que habiliten para el ejercicio de la profesión de Arquitecto Técnico.
Más de dos decenas de Universidades imparten estos estudios, que se pueden consultar en el Registro oficial de Universidades, Centros y Títulos (RUCT) de la web del Ministerio de Ciencia, Innovación y Universidades.
Son títulos de cuatro años (240 ECTS) en los que el estudiante deberá adquirir competencias, entre otras, en las siguientes áreas: fundamentos científicos, expresión gráfica, química y geología, instalaciones, empresa, derecho, Técnicas y Tecnología de la Edificación, Estructuras e instalaciones, gestión el proceso, gestión urbanística y economía, proyectos técnicos. También es necesario realizar un «proyecto de fin de grado» en el que se integren los conocimientos adquiridos a lo largo de la carrera.

## Formación académica
Más de dos decenas de Universidades imparten estos estudios, que se pueden consultar en el Registro oficial de Universidades, Centros y Títulos (RUCT) de la web del Ministerio de Ciencia, Innovación y Universidades.
Son títulos de cuatro años (240 ECTS) en los que el estudiante deberá adquirir competencias, entre otras, en las siguientes áreas: fundamentos científicos, expresión gráfica, química y geología, instalaciones, empresa, derecho, Técnicas y Tecnología de la Edificación, Estructuras e instalaciones, gestión el proceso, gestión urbanística y economía, proyectos técnicos. También es necesario realizar un «proyecto de fin de grado» en el que se integren los conocimientos adquiridos a lo largo de la carrera.
Algunos centros de España que ofrecen esta titulación son: la Escuela universitaria de Arquitectura Técnica de Madrid de la Universidad Politécnica de Madrid (UPM), la Universidad Europea de Madrid, en su campus de Villaviciosa de Odón, la Universidad Alfonso X, la Escuela Técnica Superior de Ingeniería de Edificación, la Escuela Técnica Superior de Ingeniería de Edificación de la Universidad de Sevilla, la Escuela Politécnica de La Almunia (Unizar), de Zaragoza, la Escuela Politécnica Superior de Burgos, la Escuela Politécnica de la Universidad de Extremadura, en su centro de Cáceres, la Escuela Politécnica de Cuenca (UCLM), la Universidad de Alcalá (UAH), en su campus de Guadalajara, la Universidad de Lérida (UdL), la Escuela Politécnica Superior de Edificación de Barcelona (UPC), la Universidad de Gerona (UdG), la Universidad de Burgos, la Universidad Europea Miguel de Cervantes, en Valladolid, la Escuela Politécnica Superior de Zamora, la Escuela Universitaria de Arquitectura Técnica de La Coruña, la Escuela Politécnica Superior de la Universidad de las Islas Baleares (UIB), la Escuela de Ingeniería de Guipúzcoa de la Universidad del País Vasco (UPV/EHU), la Universidad Católica San Antonio de Murcia, la Universidad Politécnica de Cartagena (UPCT), la Escuela Politécnica Superior de Alicante (EPS), la Escuela Técnica Superior de Ingeniería de Edificación de Valencia, la Universidad Jaime I (UJI), en Castellón de la Plana, la Escuela Politécnica Superior de Ingeniería de San Cristóbal de La Laguna (ULL), en Tenerife.

## El ejercicio de la profesión[11]

### Industria de la construcción
La indústria de la construcción es la que se dedica a producir y fabricar edificios e infraestructures. Debido a su formación, los profesionales de la arquitectura técnica pueden desempeñar todas las ocupaciones, funciones y perfiles profesionales de la industria de la construcción de edificios, siendo una profesión que habitualmente se encuentra con pleno empleo. Los perfiles profesionales que usualmente ocupan los arquitectos técnicos son: directivo de empresas, gestión de la producción de la obra, gestión de proyectos, gestión de la seguridad y salud, dirección técnica de la obra, auditoría técnica externa.
Dentro de estos perfiles profesionales, las ocupaciones pueden ser diversas, aunque las más habituales son:
Directivo de empresas constructores o promotores inmobiliarias
- Director general o gerente
- Director técnico
- Director de producción

Gestión de la producción de la obra
- Jefe de grupo
- Jefe de obra
- Jefe de producción
- Jefe del departamento de estudios
- Jefe del departamento de compra
- Técnico de estudios
- Técnico de calidad
- Técnico de seguridad
- Técnico de medio ambiente

Gestión de proyectos
- Project manager
- Construction manager
- Quantity surveyor
- Property manager
- Bim manager
- Facility manager
- Gestor urbanístico

Gestión de la seguridad y salud
- Jefe de servicio de seguridad y salud
- Auditor de seguridad y salud
- Técnico de prevención de seguridad y salud
- Técnico de servicio de prevención de seguridad y salud
- Safety manager

Auditoría técnica externa
- Jefe de auditoría
- Consultor técnico de auditoría
- Auditor técnico de proyectos
- Auditor técnico de ejecución de la obra
- Auditor económico
- Auditor medioambiental
- Auditor energético

### Profesión liberal[12]
El papel de los arquitectos técnicos como profesionales liberales ha sido fundamental ligado al proceso constructivo, siendo el máximo responsable de la ejecución de la obra de construcción. La Ley 38/99 Ley de Ordenación de la Edificación —LOE— le otorga constancias preeminentes y en determinados en exclusiva en la función de director de ejecución de la obra de edificación. También participan en la redacción de proyectos, elaborando documentos como las mediciones, los presupuestos, planes de control de calidad, estudios de seguridad y salud, cálculo de estructuras, y cualquier otro en el que se haya especializado
El tipo de actuaciones más habituales son:
- Dirección de la ejecución material de las obras.
- Programación y control de la calidad y medioambiental en construcción y servicios relacionados.
- Coordinación de seguridad y salud en obras de construcción, en fase de proyecto de obra y en fase de ejecución de la obra.
- Redacción de estudios de seguridad y salud laboral de todo tipo de obras de construcción.
- Redacción de proyectos de edificación de nueva planta, cambio de uso y rehabilitación, en el ámbito de las competencias definidas en la LOE.
- Redacción de proyectos fuera del ámbito de la LOE como son los de: demolición, reformas, arquitectura de interiores, arquitectura efímera, paisajismo, piscinas. expedientes de actividades económicas, etc.
- Diseño, dimensionado y cálculo de estructuras.
- Diseño, dimensionado y cálculo de instalaciones.
- Planificación temporal de la obra.
- Organización y planificación de los trabajos.
- Diseño y seguimiento de la gestión económica de la construcción.
- Diseño de productos relacionados con la construcción.
- Diseño, gestión y control de productos y/o sistemas constructivos fabricados en plantas industrializadas.
- La realización de estudios de cualquier tipo relacionados con la actividad de la construcción, en su sentido más amplio.
- Mantenimiento de edificios. «técnico de cabecera».
- Consultoría en construcción sostenible.
- Auditoría energética.
- Peritajes.
- Valoraciones y tasaciones inmobiliarias.
- Dictámenes, informes y certificados.
- Consultoría según especialidad; estructuras, instalaciones, accesibilidad, protección al fuego, construcción sostenible, etc.

### Administración
Dentro de la función pública de las administraciones del Estado, podemos encontrar a profesionales de la arquitectura técnica ejerciendo diferentes cargos siendo los más habituales:
Administración estatal y autonómica
- Secretaría, dirección, subdirección.
- Gestor
- Técnico en valoraciones
- Técnico de obras

Administración supramunicipal y municipal
- Técnico de licencias
- Técnico en disciplina urbanística
- Técnico de obras y servicios